# Sierra Leone Airports Authority

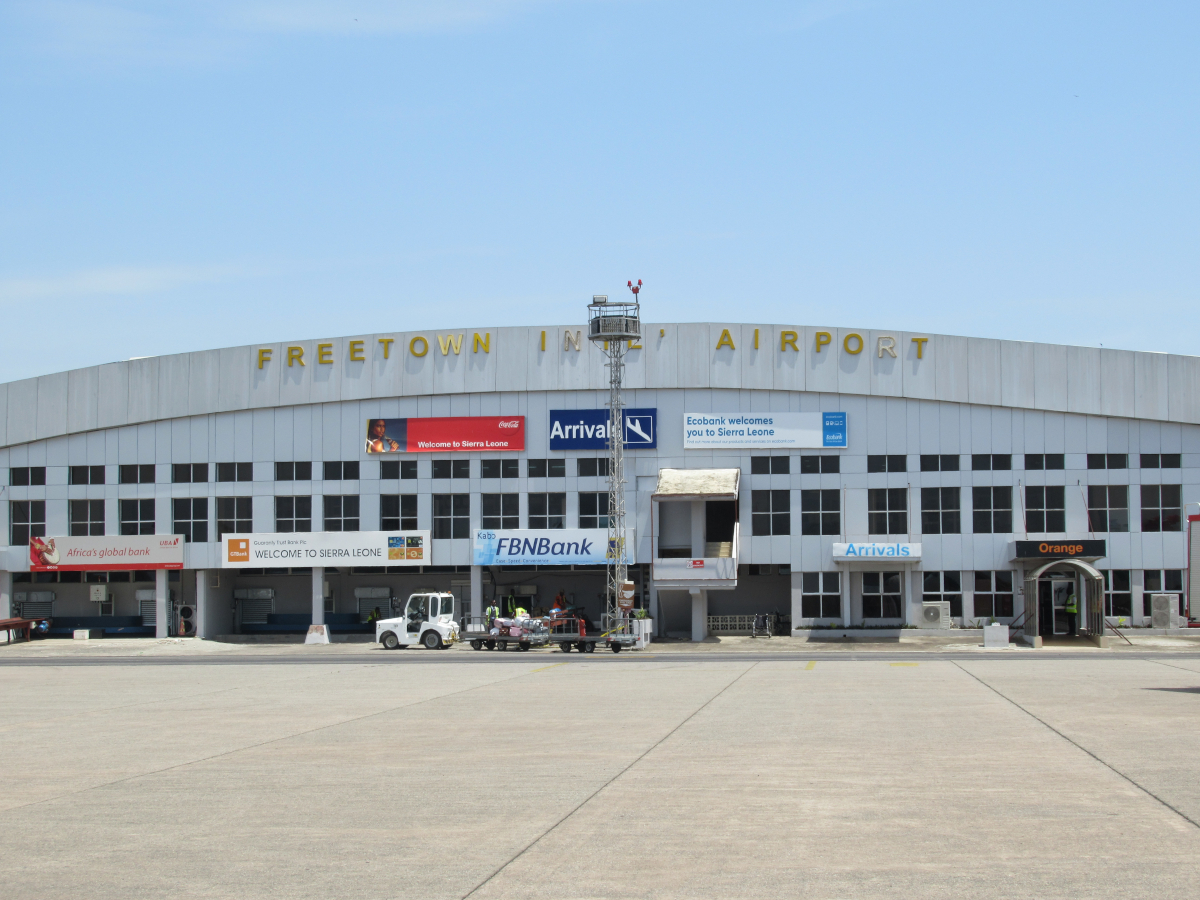
Freetown International Airport (2019)

Die Sierra Leone Airports Authority (SLAA) ist der staatliche Betreiber der öffentlichen Flughäfen und Heliports im westafrikanischen Sierra Leone. Die Behörde untersteht dem Verkehrs- und Luftfahrtministerium. Rechte und Pflichten der SLAA richten sich nach dem Airports Authority Act aus dem Jahr 1988.
Das Unternehmen hat (Stand 2015) 530 Mitarbeiter an den Flughäfen Freetown International und Hastings.
SLAA betreibt die folgenden Flughäfen in Sierra Leone:
- Freetown International Airport
- Flugplatz Hastings

Zudem ist die SLAA verantwortlich für:
- Mammy Yoko Helipads
- Mamamah International Airport (Bau 2018 abgebrochen)